# The Sitter
The Sitter (Brasil: O Babá(ca) ) é um filme de comédia de 2011 dirigido por David Gordon Green e produzido por Michael De Luca. O filme acompanha um estudante universitário preguiçoso que, depois de ter sido suspenso, é forçado por sua mãe para substituir uma babá que ficou doente. Durante este tempo, ele leva as crianças ao longo de suas extensas aventuras criminais.
O filme é uma joint venture entre Michael De Luca Productions e 20th Century Fox, distribuído pela 20th Century Fox. O filme foi originalmente programado para ser lançado nos cinemas em 5 de agosto de 2011, mas foi adiado para 9 de dezembro de 2011.

## Sinopse
Noah (Jonah Hill) é um estudante universitário que foi suspenso e vive com sua mãe divorciada. Quando a babá da Sra. Pedulla, que é rica e é a criação de sua mãe com um cirurgião, fica doente, ele relutantemente assume o cargo de babá das crianças mimadas. As crianças são filho neurótico Slater (Max Records), garota selvagem obcecada em cultura pop Blithe (Landry Bender) e piromaníaco filho adotivo Rodrigo (Kevin Hernandez).

## Elenco
- Jonah Hill como Noah Griffith, um estudante universitário suspenso.
- Ari Graynor como Marisa Lewis, amiga de Noah que o ajuda.
- Sam Rockwell como Karl, um traficante de drogas.
- J.B. Smoove como Julio, braço direito de Karl.
- Method Man como Jacolby
- Max Records como Slater Pedulla, o filho mais velho neurótico dos Pedullas.
- Landry Bender como Blithe Pedulla, filha amorosa dos Pedullas.
- Kevin Hernandez como Rodrigo Pedulla, o filho adotivo dos Pedullas que está obcecado com explosivos.
- Sean Patrick Doyle como Garv
- Kylie Bunbury como Roxanne, colega de faculdade de Noé que tinha uma queda por ele.
- Erin Daniels  como Sra. Pedulla, a matriarca Pedulla.
- D. W. Moffett como Doutor Pedulla, marido que traí a Sra. Pedulla.
- Alex Wolff como Clayton, amigo de Slater.
- Jessica Hecht como Alexandra "Sandy" Griffith
- Bruce Altman como Bruce Griffith
- Jack Krizmanich comoRicky Fontaine
- Wendy Hoopes como Bethany
- Nicky Katt como Oficial Petite
- Jackie Hoffman como Sra. Sapperstein

## Recepção
The Sitter recebeu críticas negativas na maior parte dos críticos. Ele detém atualmente uma classificação de 23% no Rotten Tomatoes baseado em 101 opiniões, com uma classificação média de 4.3/10. Os estados de consenso: "Com seu enredo reciclado, gags equivocadas, e uma performance fórmula de Jonah Hill, The Sitter acrescenta-se a outra entrada decepcionante do diretor David Gordon Green." Richard Roeper listou como o #1 pior filme de 2011.

## Home media
The Sitter foi lançado em DVD e Blu-ray em 20 de março de 2012.